# Binford
Binford és una població dels Estats Units a l'estat de Dakota del Nord. Segons el cens del 2000 tenia 201 habitants.

## Demografia
Segons el cens del 2000, Binford tenia 201 habitants, 94 habitatges, i 57 famílies. La densitat de població era de 221,7 hab./km².
Dels 94 habitatges en un 25,5% hi vivien nens de menys de 18 anys, en un 53,2% hi vivien parelles casades, en un 6,4% dones solteres, i en un 38,3% no eren unitats familiars. En el 35,1% dels habitatges hi vivien persones soles el 27,7% de les quals corresponia a persones de 65 anys o més que vivien soles. El nombre mitjà de persones vivint en cada habitatge era de 2,14 i el nombre mitjà de persones que vivien en cada família era de 2,79.
Per edats la població es repartia de la següent manera: un 20,9% tenia menys de 18 anys, un 6% entre 18 i 24, un 19,4% entre 25 i 44, un 20,9% de 45 a 60 i un 32,8% 65 anys o més.
L'edat mediana era de 47 anys. Per cada 100 dones de 18 o més anys hi havia 78,7 homes.
La renda mediana per habitatge era de 25.375 $ i la renda mediana per família de 30.000 $. Els homes tenien una renda mediana de 25.938 $ mentre que les dones 18.125 $. La renda per capita de la població era de 14.459 $. Entorn del 3,3% de les famílies i el 5% de la població estaven per davall del llindar de pobresa.

## Poblacions més properes
El següent diagrama mostra les poblacions més properes.